# Storck (Familienname)
Storck ist ein deutscher Familienname.

## Varianten
- Storch, Störck (Stoerck), Storckel, Storckmann, Storcks, Stork

## Namensträger
- Abraham Storck (1644–1708), niederländischer Maler
- Adam Storck (1780–1822), deutscher Pädagoge und Historiker
- Adolf Eduard Storck (1854–1913), deutscher Maler
- Bernd Storck (* 1963), deutscher Fußballspieler und -trainer
- Carl Storck (1893–1950), US-amerikanischer American-Football-Funktionär
- Carlo Storck (* 1938), deutscher Fußballspieler
- Franny Petersen-Storck (* 1955), deutscher Maler
- Frederic Storck (Fritz Storck; 1872–1942), rumänischer Bildhauer
- Friedrich Storck (F. Höarmeckan; 1838–1915), deutscher Schriftsteller und Dichter
- Gerhard Storck (1940–2008), deutscher Kunsthistoriker und Museumsdirektor
- Günther Storck (1938–1993), deutscher Geistlicher und Bischof
- Hans Storck (Tänzer) (auch Hanns Storck; 1897–1962), deutscher Tänzer und Choreograf
- Hans Storck (Mediziner, 1898) (1898–1982), deutscher Orthopäde
- Hans Storck (Landrat) (1899–1954), deutscher Verwaltungsjurist, Landrat des Kreises Iserlohn
- Hans Storck (Mediziner, 1910) (Hans Rudolf Storck; 1910–1983), Schweizer Dermatologe
- Hans Storck (Dirigent) (1912–2000), deutscher Dirigent
- Heinrich Wilhelm Storck (1808–1850), deutscher Karikaturist
- Helga Storck (Musikerin) (* 1940), deutsche Harfenistin und Hochschullehrerin
- Helga Storck (Schauspielerin) (* 1943), deutsche Schauspielerin
- Henri Storck (1907–1999), belgischer Filmemacher und Hochschullehrer
- Joachim W. Storck (1922–2011), deutscher Literaturwissenschaftler
- Johannes Storck (1829–1914), deutscher Priester
- Josef von Storck (1830–1902), österreichischer Architekt
- Karl Storck (Bildhauer) (1826–1887), rumänischer Bildhauer
- Karl Storck (Musikwissenschaftler) (1873–1920), deutscher Musikwissenschaftler und Literaturhistoriker
- Karl Ludwig Storck (1891–1955), deutscher Politiker (SPD), MdL Hessen
- Karsten Storck (* 1973), deutscher Kirchenmusiker
- Katharina Storck-Duvenbeck (* 1968), deutsche Autorin
- Klaus Storck (1928–2011), deutscher Cellist
- Louis Storck (1928–2012), deutscher Verwaltungsjurist und Manager
- Maja Storck (* 1998), Schweizer Volleyballspielerin
- Margret Storck (* 1954), deutsche Malerin und Fotografin
- Martin Storck (* 1961), deutscher Chirurg
- Matthias Storck (* 1956), deutscher Pfarrer und Autor
- Rainer Storck (* 1958), deutscher Geistlicher
- Ruben Storck (* 2004), deutscher Schauspieler
- Rudolf Storck (1884–1961), deutscher Landrat
- Sarah Storck (* 1990), schwedische Fußballspielerin
- Timo Storck (* 1980), deutscher Psychologe und Psychoanalytiker
- Viktor Storck (1877–1969), deutscher Schriftsteller und Dichter
- Wilhelm Storck (1829–1905), deutscher Dichter, Germanist, Romanist und Übersetzer